# UNMIK
Missione di Amministrazione ad interim delle Nazioni Unite in Kosovo (o UNMIK, dall’inglese: United Nations Interim Administration Mission in Kosovo) indica l'amministrazione provvisoria da parte dell'ONU In Kosovo, decisa il 10 giugno 1999 dal consiglio di Sicurezza dell'ONU con la risoluzione 1244.
L'operazione è molto complicata a livello internazionale comprendendo non solo le Nazioni Unite, ma anche l'OSCE e l'Unione europea. In particolare l'intera missione è stata divisa in quattro pilastri affidati ognuno ad un'organizzazione: l'Alto commissariato delle Nazioni Unite per i rifugiati (UNHCR) si occupa di rimpatriare tutti gli sfollati, l'amministrazione locale è affidata direttamente alle Nazioni Unite, la costituzione delle istituzioni all'OSCE e la ricostruzione economica all'Unione Europea.
Secondo le intenzioni dell'Unione europea, dal febbraio 2008 molte delle funzioni svolte dalla missione UNMIK avrebbero dovuto essere trasferite alla missione civile europea EULEX, istituita dall'Unione europea per accompagnare il Kosovo nel processo di istituzione delle strutture statali (polizia, magistratura, dogana, ecc.).  La EULEX, tuttavia, è contestata sia dalla Serbia, sia dalla Russia.